# Macy Lau
Macy Lau, född 27 juni 1956, är en hongkongsk bågskytt. Hon deltog vid olympiska sommarspelen 1984.